# Veronica pimeleoides
Veronica pimeleoides är en grobladsväxtart. Veronica pimeleoides ingår i släktet veronikor, och familjen grobladsväxter. Utöver nominatformen finns också underarten V. p. faucicola.

## Bildgalleri

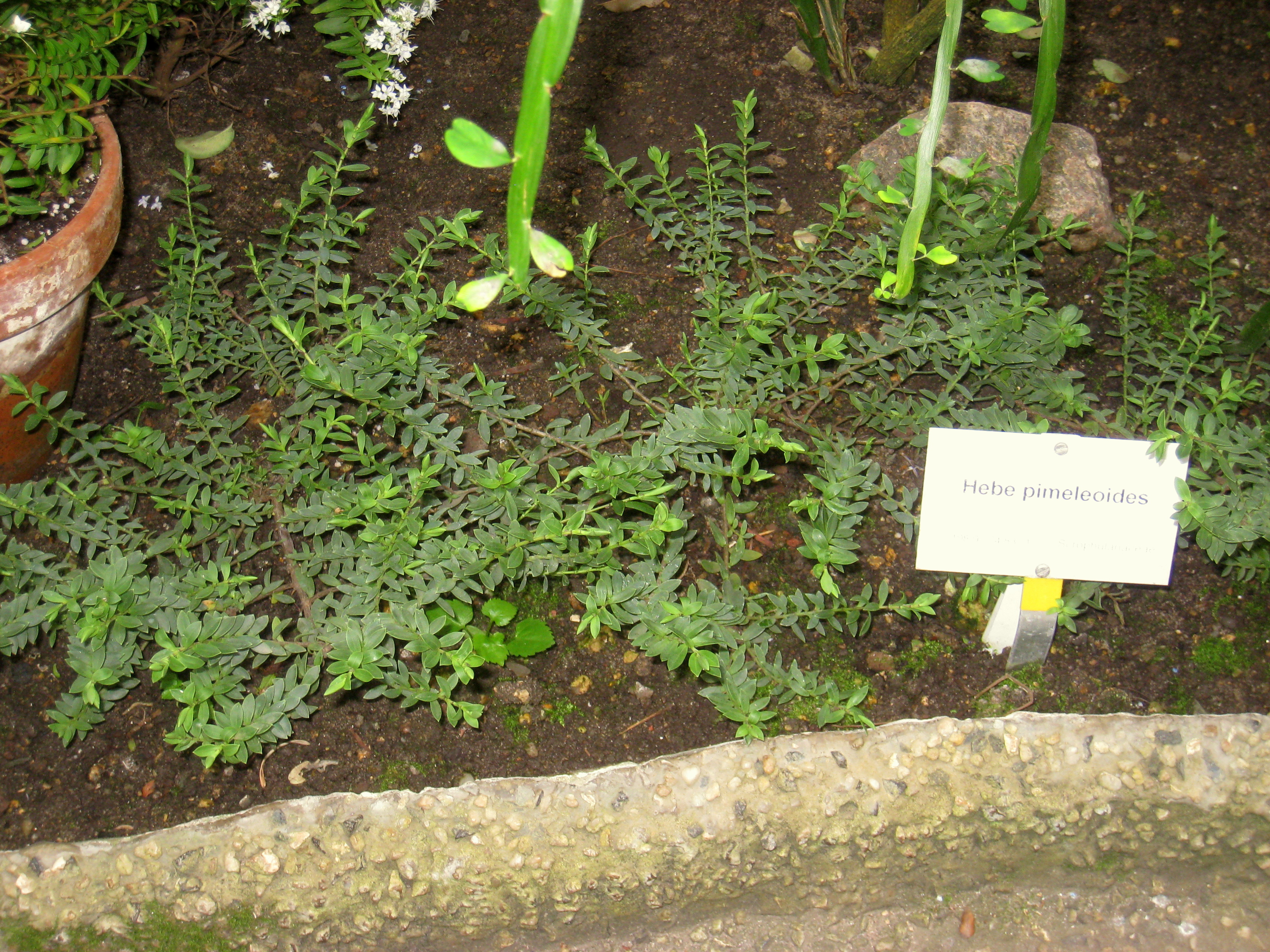
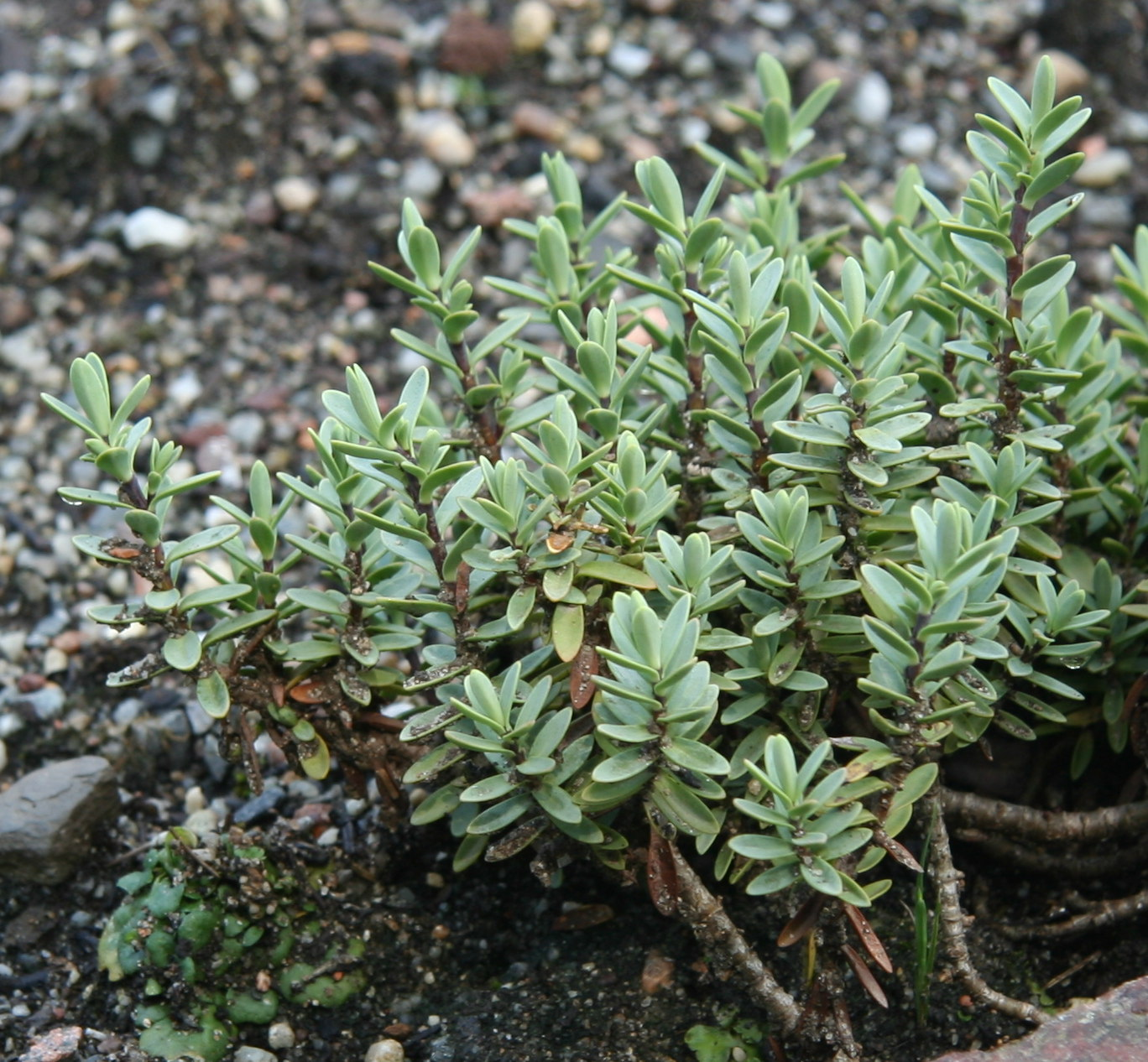